# Calyptranthes grammica
Calyptranthes grammica är en myrtenväxtart som först beskrevs av Spreng., och fick sitt nu gällande namn av Carlos Maria Diego Enrique Legrand. Calyptranthes grammica ingår i släktet Calyptranthes och familjen myrtenväxter. IUCN kategoriserar arten globalt som akut hotad. Inga underarter finns listade i Catalogue of Life.